# ワリド・ファレス
ワリド・ファレス（英語:Walid Phares, アラビア語: وليد فارس
, 1957年12月24日 - ）は、 レバノン系アメリカ人の中東・テロリズムの専門家。アメリカ合衆国大統領ドナルド・トランプの外交政策顧問。
2012年の大統領選挙ではミット・ロムニーの安全保障問題アドバイザーを務めた。多数の政府機関のコンサルタントを務めた経験があり、オバマ大統領の外交政策を批判している。また、故国レバノンで暴力的な民兵組織（イスラエルの支援を受けた武装勢力）に長年関わってきた人物で、反シャリア法（反イスラム法）運動にも関わっている。トランプと同様に親イスラエル派。FOXニュースやNBCで中東のテロリズムコメンテーターとしても活動する。

## 生い立ちとキャリア
ファレスは1957年12月24日にレバノン・ベイルートで生まれ育つ。両親はクリスチャン。ベイルートのサン・ジョセフ大学で法学、政治学、社会学を学び、フランスのリヨン第三大学法学部で国際法の修士号を取得。1990年にアメリカ合衆国へ移住しマイアミ大学で国際関係学・戦略学の博士号を取得する。2000年代に入り中東および対テロ専門家として米国防総省などに諮問して名が知られるようになった。
博士号取得後、フロリダ国際大学で国際関係学、フロリダ・アトランティック大学で比較政治学、ワシントンの国家情報大学(National Intelligence University : NIU)、国家安全保障大学院(Daniel Morgan Graduate School of National Security)、国防大学などで教鞭を執った。